# Violência sectária no Iraque (2006–2008)
Violência sectária no Iraque refere-se ao período entre 2006 e 2008 em que o Iraque experimentou um alto nível de violência sectária. Alguns estudiosos e jornalistas afirmam que o país estava passando por uma guerra civil.
Após a invasão do Iraque em 2003, iniciada pelos Estados Unidos, a violência intercomunitária entre as facções iraquianas sunitas e xiitas tornou-se predominante. Em fevereiro de 2006, a organização sunita al-Qaeda no Iraque bombardeou um dos locais mais sagrados do islamismo xiita - a Mesquita al-Askari, em Samarra. Isso desencadeou uma onda de represálias xiitas contra sunitas, seguidas por contra-ataques pelos sunitas. O conflito intensificaria-se ao longo dos próximos meses até 2007, com a National Intelligence Estimate descrevendo a situação como tendo elementos de uma guerra civil. Em 2008 e 2009, durante o Despertar Sunita e o surge, a violência diminuiu drasticamente. No entanto, confrontos de baixo nível continuaram a afligir o Iraque até a retirada dos Estados Unidos no final de 2011.
Duas pesquisas estadunidenses realizadas em 2006 fundamentaram que entre 65% e 85% acreditavam que o Iraque estava em guerra civil; no entanto, uma pesquisa similar de iraquianos realizada em 2007 concluiu que 61% não acreditavam que estivessem numa guerra civil.
Em outubro de 2006, o Alto Comissariado das Nações Unidas para os Refugiados (ACNUR) e o governo iraquiano estimaram que mais de 370.000 iraquianos haviam sido desalojados desde o atentado de 2006 contra a mesquita al-Askari, elevando o número total de refugiados iraquianos a mais de 1,6 milhões. Em 2008, o ACNUR elevou a estimativa de refugiados para um total de cerca de 4,7 milhões (~ 16% da população). O número de refugiados estimado no estrangeiro era de 2 milhões (um número próximo das projeções da CIA ) e o número de pessoas deslocadas internamente era de 2,7 milhões. O número estimado de órfãos em todo o Iraque variou de 400 mil (segundo o Conselho Provincial de Bagdá) a cinco milhões (segundo o conselho anticorrupção do Iraque). Um relatório da ONU de 2008 colocou o número de órfãos em cerca de 870.000. A Cruz Vermelha declarou em 2008 que a situação humanitária do Iraque estava entre as mais críticas do mundo, com milhões de iraquianos forçados a depender de fontes de água insuficientes e de má qualidade.
De acordo com o Failed States Index, produzido pela revista Foreign Policy e pelo Fund for Peace, o Iraque era um dos cinco estados mais instáveis do mundo de 2005 a 2008. Uma pesquisa com especialistas em política externa estadunidense mostrou que, nos próximos dez anos, apenas 3% dos especialistas acreditam que os Estados Unidos conseguirão reconstruir o Iraque como um "farol da democracia" e 58% dos especialistas acreditam que as tensões entre sunitas e xiitas iriam aumentar drasticamente no Oriente Médio.

## Participantes
Uma multiplicidade de grupos formou a insurgência iraquiana, que surgiu de forma fragmentada como uma reação a eventos locais, notavelmente a percepção da incapacidade dos militares estadunidenses de controlar o Iraque. A partir de 2005, as forças insurgentes se uniram em torno de várias facções principais, incluindo o Exército Islâmico no Iraque e a Ansar al-Sunna. A justificativa religiosa foi usada para apoiar as ações políticas desses grupos, bem como uma adesão acentuada ao salafismo, estigmatizando os que eram contra a jihad como não-crentes. Essa abordagem desempenhou um papel no aumento da violência sectária. Os militares estadunidenses também acreditam que entre 5 a 10% das forças insurgentes são árabes não-iraquianos.
Milícias xiitas independentes identificaram-se em torno da ideologia sectária e possuíam vários níveis de influência e poder. Algumas milícias foram fundadas no exílio e retornaram ao Iraque somente após a queda de Saddam Hussein, como a Organização Badr. Outras foram criadas dado o colapso do estado, a maior e mais uniforme das quais foi o Exército Mahdi estabelecido por Moqtada al-Sadr com cerca de 50.000 combatentes.

## Conflito e táticas

### Alvos não militares
Os ataques contra alvos não-militares e civis começaram em agosto de 2003 como uma tentativa de semear o caos e a discórdia sectária. As baixas iraquianas aumentariam nos próximos anos.

### Ataques com bombas e morteiros
Ataques a bomba direcionados a civis geralmente visavam locais aglomerados, como mercados e mesquitas, em cidades e distritos xiitas. Os atentados, que às vezes eram coordenados, frequentemente infligiam baixas extremas.
Por exemplo, os atentados de 23 de novembro de 2006 mataram pelo menos 215 pessoas e feriram outras centenas em Sadr City, em Bagdá, desencadeando ataques de represália; e o atentado de 3 de fevereiro de 2007 em Bagdá matou pelo menos 135 pessoas e feriu mais de 300. Os atentados coordenados de 2 de março de 2004 durante dia da Ashura (que incluíram carros-bomba, atentados suicidas, ataques com morteiros, granadas e foguetes) mataram pelo menos 178 pessoas e feriram pelo menos 500.

#### Atentados suicidas
Desde agosto de 2003, carros-bomba suicidas foram cada vez mais usados como armas por militantes sunitas, principalmente extremistas da al-Qaeda. Os carros-bomba, conhecidos pelos militares como dispositivos explosivos improvisados, surgiram como uma das armas mais eficazes dos militantes, dirigidas não apenas contra alvos civis, mas também contra delegacias de polícia iraquianas e centros de recrutamento.
Esses veículos eram frequentemente dirigidos por extremistas de países muçulmanos estrangeiros com histórico de militância, como Arábia Saudita, Argélia, Egito e Paquistão.

### Esquadrões da morte
Assassinatos por esquadrões da morte no Iraque aconteceram de várias formas. O sequestro, seguido muitas vezes por torturas extremas (como perfurações nos pés das vítimas com furadeiras) e assassinatos ao estilo de execução, às vezes públicas (em alguns casos, com decapitações), surgiram como outra tática. Em alguns casos, as fitas da execução eram distribuídas para fins de propaganda. Os cadáveres eram geralmente jogados em uma estrada ou em outros lugares, vários ao mesmo tempo. Houve também vários massacres em larga escala, como o massacre de Hay al Jihad, no qual quarenta sunitas foram mortos em resposta a um carro-bomba que matou uma dezena de xiitas.
Os esquadrões da morte eram formados frequentemente por xiitas descontentes, incluindo membros das forças de segurança, que matavam sunitas como retaliação a insurgência contra o governo dominado pelos xiitas.
Os dados do projeto Iraq Body Count mostram que 33% das mortes de civis durante a Guerra do Iraque resultaram de execuções após sequestro ou captura. Estas foram esmagadoramente realizadas por atores desconhecidos, incluindo insurgentes, milícias sectárias e criminosos. Essas mortes ocorreram com muito mais frequência durante o período de violência sectária de 2006-2007.

### Ataques em locais de culto
Em 22 de fevereiro de 2006, uma explosão altamente provocativa ocorreu na Mesquita al-Askari, na cidade iraquiana de Samarra, um dos locais mais sagrados do islamismo xiita, que teria sido causada por uma bomba plantada pela al-Qaeda no Iraque. Embora não tenham ocorrido vítimas na explosão, a mesquita foi severamente danificada e o atentado bombista resultou em violência nos dias seguintes. Mais de uma centena de cadáveres baleados foram encontrados no dia seguinte, e pelo menos 165 pessoas teriam sido mortas. Na sequência deste ataque, os militares estadunidenses calcularam que a taxa média de homicídios em Bagdá triplicou de onze para 33 mortes por dia.
Dezenas de mesquitas iraquianas foram atacadas ou tomadas pelas forças sectárias. Por exemplo, uma mesquita sunita foi incendiada na cidade de Haswa, no sul do Iraque, em 25 de março de 2007, como retaliação pela destruição de uma mesquita xiita na cidade no dia anterior. Em vários casos, as igrejas cristãs também foram atacadas pelos extremistas. Posteriormente, outro atentado bombista em al-Askari ocorreu em junho de 2007.
A minoria cristã do Iraque também se tornou um alvo dos sunitas da al-Qaeda por causa de ideias teológicas conflitantes.

### Deserções sectárias
Alguns membros dos serviços de segurança iraquianos desertaram do exército ou da polícia e outros se recusaram a servir em áreas hostis. Por exemplo, membros de uma seita se recusaram a servir em bairros dominados por outras seitas. Os soldados de etnia curda do norte do Iraque, que eram em sua maioria sunitas mas não árabes, também foram acusados de desertarem do exército para evitar uma guerra civil em Bagdá.

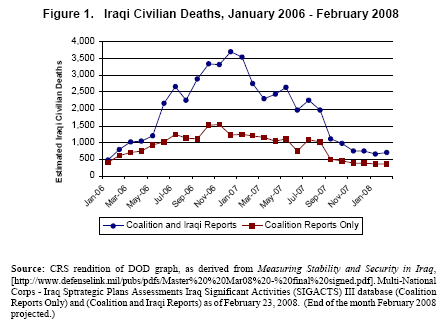
Mortes civis atribuíveis à ação insurgente ou militar no Iraque e também ao aumento da violência criminal. Pelo período entre janeiro de 2006 e fevereiro de 2008, conforme apresentado pelo Congressional Research Service para o Departamento de Defesa. Muitos destes tipos de mortes de civis não foram relatadas e este gráfico apenas relata a partir de 2006. Outros métodos de estimativa de mortes de civis alcançam números muito mais elevados.

## Crescimento do número de refugiados
Em 2008, o ACNUR elevou a estimativa de refugiados para um total de cerca de 4,7 milhões, com 2 milhões deslocados internamente e 2,7 milhões deslocados externamente. Em abril de 2006, o Ministério do Deslocamento e Migração estimou que "quase 70.000 iraquianos deslocados, especialmente da capital, estão vivendo em condições deteriorantes", devido à violência sectária em curso. Cerca de 40% da classe média iraquiana teria fugido, segundo a ONU. A maioria estava fugindo da perseguição sistemática e não desejava retornar. Os refugiados estavam afundados na pobreza, pois geralmente eram impedidos de trabalhar em seus países de acolhimento. Um artigo de 25 de maio de 2007 observou que, nos últimos sete meses, apenas 69 pessoas do Iraque haviam recebido o status de refugiado nos Estados Unidos.

## Uso do rótulo "guerra civil"
O uso do termo "guerra civil" tem sido controverso, com vários comentaristas preferindo o termo "conflito civil". Uma pesquisa com mais de 5.000 cidadãos iraquianos descobriu que 27% dos residentes iraquianos entrevistados concordaram que o Iraque estava em guerra civil, enquanto 61% achavam que o Iraque não estava. Duas pesquisas semelhantes feitas por estadunidenses em 2006 concluíram que entre 65% e 85% acreditavam que o Iraque estava em uma guerra civil.
Nos Estados Unidos, o termo foi politizado. O vice-líder do Senado dos Estados Unidos, Dick Durbin, referiu-se a "essa guerra civil no Iraque" em uma crítica ao discurso de George W. Bush em 10 de janeiro de 2007, President's Address to the Nation.
Edward Wong, em 26 de novembro de 2006, parafraseou um relatório de um grupo de professores estadunidenses da Universidade de Stanford de que a insurgência no Iraque correspondia à clássica definição de guerra civil.
Um epítome não classificado de 90 páginas do National Intelligence Estimate de janeiro de 2007, intitulado Prospects for Iraq's Stability: A Challenging Road Ahead, afirma o seguinte sobre o uso do termo "guerra civil":
A Comunidade de Inteligência julga que o termo "guerra civil" não capta adequadamente a complexidade do conflito no Iraque, que inclui extensa violência entre xiitas, ataques da al-Qaeda e de insurgentes sunitas contra forças de Coalizão, e violência generalizada de motivação criminosa. Não obstante, o termo "guerra civil" descreve com precisão os principais elementos do conflito iraquiano, incluindo o endurecimento de identidades etno-sectárias, uma mudança radical no caráter da violência, mobilização etno-sectária e deslocamentos de populações.
O general reformado do Exército dos Estados Unidos, Barry McCaffrey, divulgou um relatório em 26 de março de 2007, após uma viagem e análise da situação no Iraque. O relatório classificou a situação como uma "guerra civil de baixo grau". Na página 3 do relatório, ele escreve que:
"O Iraque está dilacerado por uma guerra civil de baixo grau que se agravou a níveis catastróficos, com até 3.000 cidadãos assassinados por mês. A população está em desespero. A vida em muitas das áreas urbanas é atualmente desesperadora. Um punhado de combatentes estrangeiros" (500+)— e alguns milhares de operativos da al-Qaeda incitam um combate faccional aberto através de atentados suicidas que visam lugares sagrados xiitas e civis inocentes... A força policial é temida como uma milícia xiita de uniforme que é responsável por milhares de assassinatos extrajudiciais".